# LAMP
LAMP je akronim za skup paketa slobodnog softvera otvorenog koda koji se odnosi na prva slova:
- Linuks operativnog sistema
- Apači veb-servera,
- MySQL / MariaDB sistema za upravljanje bazama podataka i
- PHP-a / (a ponekad Perla ili Pajtona). Ti programi su osnovne komponente za izgradnju održivog opšteg veb-servera.[1]

Precizna kombinacija softvera koji obuhvata LAMP paket može da varira, i to posebno u pogledu softvera za veb skriptovanje, npr. PHP može da bude zamenjen ili dopunjen Perlom i/ili Pajtonom.
Mada originalni autori nisu dizajnirali ove programe da namenski rade jedan s drugim, razvojna filozofija i setovi oruđa su zajednički i razvijeni su u tesnoj sprezi. Ova softverska kombinacija je zadobila popularnost jer je besplatna i tipa otvorenog koda, te je stoga lako adaptivna; kao i zbog sveprisutnosti njenih komponenti koje su sastavni deo većine današnjih Linuks distribucija. Kad se koriste zajedno, ovi programi formiraju skup tehnoloških rešenja koji podržava aplikacione servere.
- Nagios
- Snort

## Spoljašnje veze
- LAMP server na Ubuntu Linuksu
- LAMP server na Debian GNU/Linuksu
- LAMP server na SUSE Linuksu